# Christoph-Martin-Wieland-Übersetzerpreis

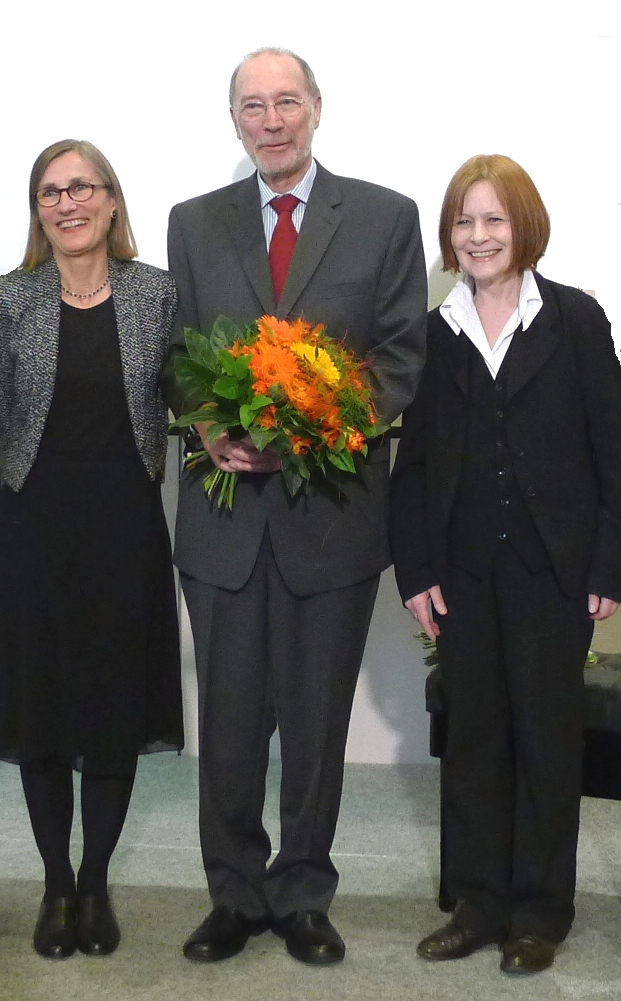
Burkhart Kroeber mit Susanne Höbel (links) und Sibylle Cramer

Der Christoph-Martin-Wieland-Übersetzerpreis ist ein deutscher Literaturpreis, der alle zwei Jahre (im September) in der Wielandstadt Biberach an der Riß für herausragende Übersetzungen verliehen wird.
Er knüpft an Christoph Martin Wieland an, der als Erster Dramen von Shakespeare übersetzte. Er wird vom Ministerium für Wissenschaft, Forschung und Kunst Baden-Württemberg finanziert und vom Freundeskreis zur Förderung literarischer und wissenschaftlicher Übersetzungen ausgeschrieben.
Die Auszeichnung ist mit 15.000 Euro dotiert.

## Preisträger
- 1979: Fritz Vogelgsang
- 1981: Heinz Riedt
- 1983: Klaus Reichert
- 1985: Karl Dedecius
- 1987: Gerd Henniger
- 1989: Renate Orth-Guttmann
- 1991: Holger Fliessbach
- 1993: Birgitta Kicherer
- 1995: Berthold Zilly
- 1997: Christa Schuenke
- 1999: Maja Pflug
- 2001: Frank Günther
- 2003: Anke Caroline Burger
- 2005: Petra Willim
- 2007: Dorothea Trottenberg
- 2009: Gisela Kraft
- 2011: Burkhart Kroeber
- 2013: Eike Schönfeld
- 2015: Ulrich Pröfrock
- 2017: Andreas Jandl[2], Frank Sievers[3]
- 2019: Eva Schweikart
- 2021: Monika Niehaus und Bernd Schuh
- 2023: Karl-Ludwig Wetzig für die Roman-Übersetzung Dein Fortsein ist Finsternis des isländischen Autors Jón Kalman Stefánsson
- 2025: Tanja Handels für die Übersetzung des Romans The Fraud der britischen Schriftstellerin Zadie Smith. Deutscher Titel: Betrug.

## Notizen
1. ↑  Christel Kröning: Wieland-Preis 2023 für Liebesroman-Übersetzung ausgeschrieben – Preisgeld erhöht. In: UEPO.de. 21. Februar 2023, abgerufen am 24. Februar 2023.
2. ↑  Jandl in der Übersetzer-Datenbank des VdÜ, 2020
3. ↑  Sievers in der Übersetzer-Datenbank des VdÜ, 2020